# 圣玛丽娜
圣玛丽娜（義大利語：Santa Marina），是意大利萨莱诺省的一个市镇。总面积28.23平方公里，人口3204人，人口密度113.5人/平方公里（2009年）。ISTAT代码为065127。